# 贺秘监祠 (宁波)
29°52′12.102″N 121°32′19.697″E / 29.87002833°N 121.53880472°E
贺秘监祠，位于中国浙江省宁波市海曙区柳汀街98号。贺秘监祠始建于明洪武，后多次搬迁重建，现存建筑为清同治四年修复。1981年12月，贺秘监祠被公布为海曙区文物保护单位。

## 历史
宋绍兴十四年，时任郡守莫将在贺知章读书故地取李白称呼贺知章的“四明逸老”建立“逸老堂”来祭祀贺知章和李白。元至正十九年，浙东农民起义军刘仁本、邱楠重建贺秘监祠堂，作祠专祀。明洪武间，贺秘监祠迁至现存之处。1981年12月，贺秘监祠被公布为海曙区文物保护单位。2012年7月，海曙区文物管理所投入资金400万对贺秘监祠进行修缮，工程于2013年2月验收完成。

## 建筑结构
贺秘监祠坐北朝南，分为均为五开间的三进，其中正殿题有“唐秘书监贺公祠”字样。